# ЦСКА Арена
«ЦСКА Аре́на» (до 2018 года — «ВТБ Ледовый Дворец») — многофункциональный спортивный комплекс для проведения спортивных соревнований, концертных и деловых мероприятий в Москве.
Официальное название — МСК «ЦСКА Арена». Спортивный комплекс расположен вблизи Третьего транспортного кольца. Ближайшая станция метро — «Автозаводская». Ближайшая станция Московского центрального кольца — ЗИЛ. Комплекс также известен под названием «Парк легенд».

## История
Официальное открытие ледового дворца состоялось 26 апреля 2015 года. Бывшее название дворца — «ВТБ Ледовый дворец».
В 2017 году арена была выкуплена российским предпринимателем Аркадием Ротенбергом у группы компаний ТЭН. В 2018 году арена была куплена структурами российского холдинга «Интер РАО».

## Назначение
Предназначен для проведения спортивных соревнований, концертных и деловых мероприятий в Москве. Комплекс состоит из трех арен общей вместимостью 19 200 гостей: большая арена — 12 100 чел. на спортивных турнирах и до 14 000 чел. на концертных мероприятиях, малая — на 3—5 тыс. чел. и тренировочная — 200 чел. Каждая площадка комплекса способна трансформироваться под мероприятие любого формата: хоккей, баскетбол, бои MMA, концерт или гала-шоу мирового уровня.
Общая площадь комплекса — 70 000 м².
Дворец до конца сезона 2017/18 являлся домашней ареной хоккейного клуба «Динамо» (Москва).
С сезона 2017/18 по сезон 2020/21 — домашняя арена ХК «Спартак» (Москва).
С сезона 2018/19 на арене играет ПХК ЦСКА.
С сезона 2019/20 ширину площадки уменьшили с 30 до 28 метров.
С сезона 2015/2016 на тренировочной арене занимаются воспитанники Академии ХК «Динамо» им. А. И. Чернышева.
С сезона 2017/2018 на малой арене проводятся матчи МХЛ.

## События
Спортивные
- 12 декабря 2015 года состоялось боксёрское шоу, главным событием которого стал поединок Рой Джонса (младшего) (США—Россия) и британца Энцо Маккаринелли.[10]
- Хоккейный турнир «Кубок Первого канала»:
  -     - С 17 по 20 декабря 2015 года дворец впервые стал местом проведения Кубка Первого канала.[11]
    - С 15 по 18 декабря 2016 года — Кубок Первого канала 2016
- В 2016 году ледовая арена стала площадкой для проведения Матча звёзд КХЛ и чемпионата мира по хоккею с шайбой.
- 8—10 июня 2018 г. — «Финал четырёх» Единой лиги ВТБ.[12]
- 24—26 мая 2019 г. — Турнир по фехтованию «Московская сабля»
- 9 ноября 2019 г. — Ultimate Fighting Championship Fight Night Moscow
- С 12 по 15 декабря — Кубок Первого канала 2019
- С 26 по 29 августа 2020 г. — Кубок мэра Москвы по хоккею 2020
- С 17 по 20 декабря 2020 г. — Кубок Первого канала 2020[13]
- С 26 по 27 октября 2021 г. — Клубный Мундиалито по пляжному футболу 2021

Киберспортивные
- 13—14 августа 2016 г. на большой арене дворца прошла финальная стадия соревнования по киберспорту — Летнего сплита LCL.
- 22—23 октября 2016 г. — плей-офф международного турнира «Epicenter» по CS:GO[14].
- 27—28 мая 2017 г. — гранд-финал WGL 2017.
- 22—30 июня 2019 г. — гранд-финал Epicenter Major.

Концерты
- 20 сентября 2016 г. — концерт Рики Мартина.
- 16 октября 2016 г. — юбилейный концерт композитора и продюсера, Виктора Дробыша, посвященный его 50-летию.
- 3 декабря 2016 г. — концерт группы Pet Shop Boys.
- 25 ноября 2017 г. — концерт группы Би-2.
- 23 марта 2018 г. — концерт Мота.
- 7 апреля 2018 г. — концерт Егора Крида.
- 23 ноября 2019 г. — Red Bull SoundClash. Ленинград vs Noize MC
- 29 ноября 2019 г. — XVIII Международный фестиваль «Авторадио» «Дискотека 80-х»[15]
- 7 декабря 2019 г. — большой сольный концерт THE HATTERS
- 7 июня 2020 г. на парковке арены прошла автомобильная хип-хоп вечеринка от Studio21

Шоу
- 7 мая 2017 г. — спектакль экстремальных видов шоу «Игры монстров»[16]
- 27 декабря — 7 января 2018 г. — ледовое шоу Ильи Авербуха «Щелкунчик»
- 27 декабря 2019 г. — шоу «Новогодняя ёлка с Comedy club»
- 27 декабря — 7 января — спектакль Ильи Авербуха «Волшебник страны ОЗ»
- С 6 по 7 ноября 2020 г. на большой арене прошел фестиваль «Влюбленные в фигурное катание»[17]